# Torrazza (Imperia)
Torrazza è una frazione del comune di Imperia, in provincia di Imperia. Un tempo costituiva un comune autonomo.

## Geografia fisica
Il paese si trova nella bassa Val Prino, alla destra del torrente omonimo, su un poggio soleggiato immerso negli ulivi. Il piccolo agglomerato di Clavi si trova invece a ridosso del torrente.

## Storia
Il paese ebbe grande importanza in passato, essendo stato nel XII secolo il capoluogo del terziere di San Giorgio, uno dei tre terzieri che formavano il comune di Porto Maurizio. Fu comune autonomo fino al 1923, anno in cui fu uno degli 11 comuni a formare il nuovo comune di Imperia.

## Monumenti e luoghi d'interesse

### Architetture religiose
- Chiesa parrocchiale di San Giorgio. Si trova a metà strada tra Clavi e il centro storico di Torrazza, sia lungo la nuova strada carrozzabile che l'antica mulatiera. Consacrata nell'anno 1001, si presenta attualmente come una costruzione in stile romanico del XII secolo ad una sola navata.
- Chiesa di San Gottardo Vescovo. Situata al centro dell'abitato, presenta una facciata austera con bel portale di ardesia.
- Oratorio di San Giovanni Battista. Situato sulla piazza principale del paese, è sede della confraternita dei Bianchi. La forma attuale risale al 1648 mentre nel 1779 venne abbellito con stucchi dal Carrega. La facciata, austera, presenta un piccolo campaniletto sulla parte destra.
- Chiesetta di San Bernardo. Situata a 100 metri dal paese lungo l'antica mulatiera per Civezza, è stata recentemente restaurata.
- Chiesetta di San Martino. Situata in frazione Clavi presso l'omonimo ponte romanico, è stata restaurata nel 2007 ad opera del FAI.

### Architetture militari
- Torre Antibarbaresca. Situata presso la chiesetta di San Martino, venne restaurata nel 1992.[2]

### Architetture civili
- Ponte di San Martino. Si presenta in perfetto stile romanico a due arcate sul torrente Prino.

## Cultura

### Eventi
Ogni anno per la processione del Corpus Domini, vengono allestite a distanza di una settimana l'una dall'altra due infiorate, una presso la chiesa di San Giorgio e l'altra presso la chiesa di San Gottardo.

## Economia
L'economia del paese è legata all'agricoltura, soprattutto all'olivicoltura ma soprattutto negli ultimi anni il turismo è in forte e costante crescita, fenomeno dovuto ai turisti provenienti prevalentemente dal nord Europa.

## Infrastrutture e trasporti

### Strade
Per raggiungere Torrazza dal capoluogo Imperia è sufficiente imboccare la strada comunale che dall'Aurelia si distacca per raggiungere Dolcedo. Nella borgata Clavi si distacca in seguito un'altra strada comunale che a Torrazza ha termine.

### Ferrovie
La stazione ferroviaria più vicina è quella di Imperia sulla linea ferroviaria Ventimiglia – Genova nel tratto locale compreso tra Ventimiglia e Savona.